# Jacques Hamel

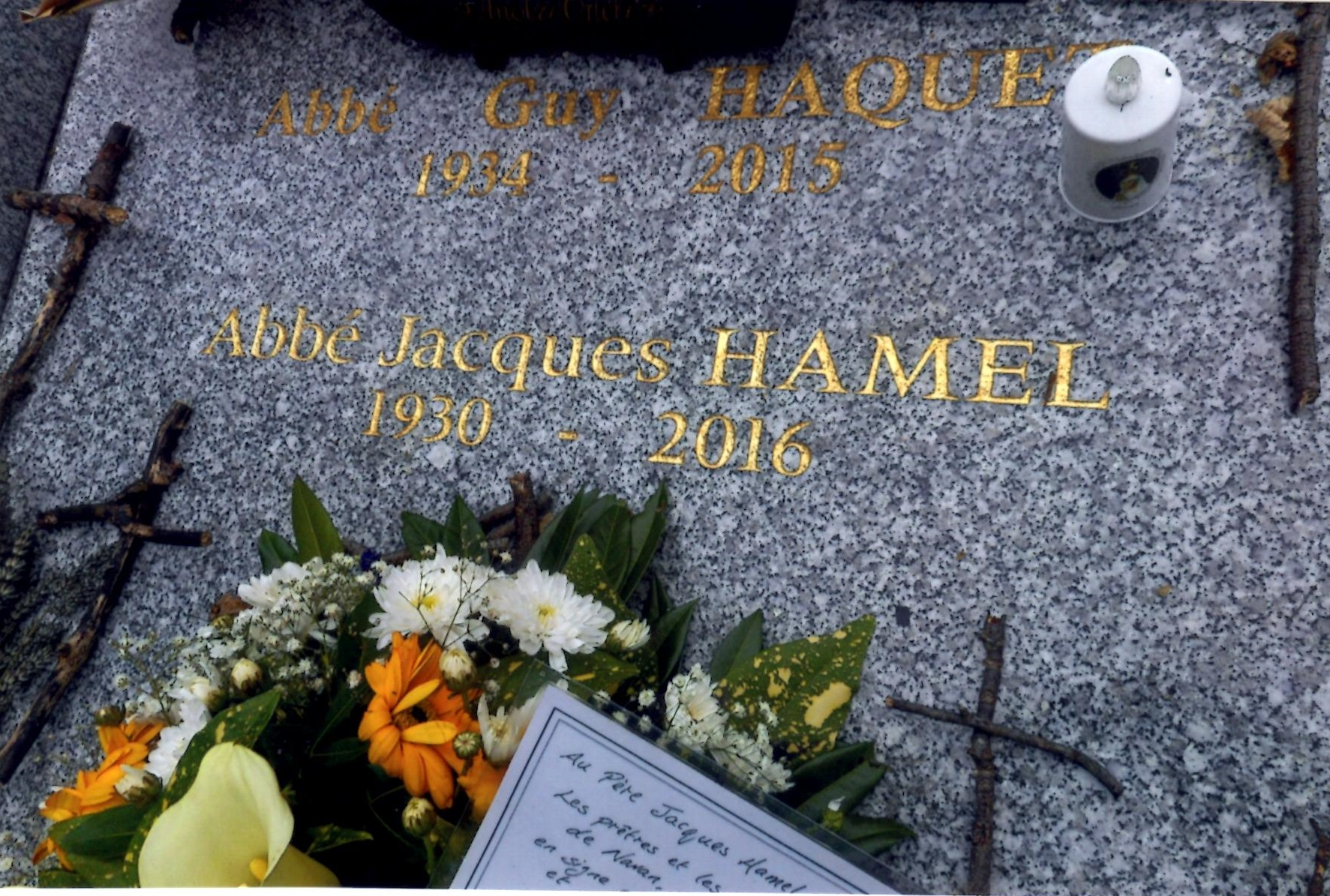
Hrob otce Jacquese Hamela na hřbitově 'Cimetière de Bonsecours' (autor: Gérard)

Jacques Hamel (30. listopadu 1930 Darnétal – 26. července 2016 Saint-Étienne-du-Rouvray) byl francouzský katolický kněz arcdiecéze Rouen, kterého zavraždili teroristé napojení na Islámský stát, když sloužil mši v kostele sv. Štěpána v Saint-Étienne-du-Rouvray.

## Život
Jacques Hamel byl vysvěcen na kněze biskupem Joseph-Marie Martinem v roce 1958. Po vysvěcení působil ve farnosti sv. Antonína v Petit-Quevilly, odkud přešel v roce 1967 do farnosti v Sotteville-les-Rouen. Později působil jako farář v Saint-Pierre-les-Elbeuf a od roku 1988 v Cléonu.
Od roku 2000 působil jako duchovní správce in solidum (tj. jako člen tzv. společné duchovní správy) ve farnosti Saint-Étienne-du-Rouvray. V roce 2005 odešel do důchodu a ve farnosti již pouze na vlastní žádost vypomáhal novému faráři. V roce 2008 oslavil zlaté kněžské jubileum.
Ve svém působišti byl váženou osobou. Farníci naň vzpomínali jako na velmi skromného člověka.
Mimo jiné se byl zapojený do mezináboženského dialogu mezi křesťanstvím a islámem. Šestnáct let před jeho smrtí jeho farnost poskytla muslimům pozemek pro stavbu mešity.

## Útok na mši a vražda
26. července 2016 sloužil Jacques Hamel mši v kostele sv. Štěpána v Saint-Étienne-du-Rouvray, jakožto kněz-penzista zastupoval nepřítomného místního faráře Auguste Moanda-Phuatiho. Do kostela vtrhli dva radikální muslimové, Adel Kermiche a Abdel Malik Petitjean, zajali šestičlennou skupinu věřících včetně několika řeholnic a 86letého Hamela zavraždili. Policie útočníky zastřelila. K útoku se přihlásil Islámský stát.

## Pohřeb a mše
Dne 2. srpna 2016 se konal pohřební obřad Jacquese Hamela, vypravený z katedrály v Rouenu. V katedrále se sešlo 2000 lidí. Hlavním celebrantem byl rouenský arcibiskup Dominique Lebrun. V den obřadu se ve tři hodiny odpoledne v České republice z rozhodnutí biskupů rozezněly na památku některé kostelní zvony. Samotný pohřeb proběhl s vyloučením veřejnosti a médií za přítomnosti příbuzných a známých. Kněžská štóla, položená během pohřbu na rakvi (je zvykem při pohřbu kněží umisťovat na rakev symboly jejich služby, tj. štólu, případně ornát, misál, nebo mešní kalich) měla červenou barvu (odkaz na prolitou krev), místo obvykle při pohřbech používané barvy fialové.
Ve Francii proběhly po smrti Hamela několik mší, některé i s několikatisícovou účastí. V neděli po útoku přišli na mše v celé Itálii a Francii také místní muslimové, aby vyjádřili křesťanům soustrast a solidaritu. Italský arcibiskup Bruno Forte to ocenil jako „krásné gesto“, na které křesťané čekali.

## Odmítnutí pohřbu útočníka
Muslimští duchovní představitelé města Saint-Étienne-du-Rouvray, kde žil jeden z pachatelů Adela Kermiche, odmítli jeho tělo připravit na pohřeb. Jeho čin byl podle nich neodpustitelný a oni jeho pohřbením nebo jakýmkoliv spojením s džihádisty nehodlali pošpinit islám. Čin odsoudila i česká Islámská nadace v Praze.

## Proces blahořečení
Dne 5. října 2016 vydal papež František dispens od pětileté lhůty, která předchází zahájení beatifikačního procesu.